# Carlos Ceballos
Carlos Ceballos (Cali, Colombia, 13 de septiembre de 1981) es un exfutbolista colombiano que jugaba como mediocampista.

## Clubes
| Club                 | País        | Año         | Partidos | Goles |
| -------------------- | ----------- | ----------- | -------- | ----- |
| Atlético de Rafaela  | Argentina   | 1999 - 2000 | 2        | 0     |
| Deportes Tolima      | Colombia    | 2000 - 2001 | 22       | 2     |
| Millonarios          | Colombia    | 2001        | 12       | 0     |
| Lota Schwager        | Chile       | 2002 - 2004 | ?        | ?     |
| Espoli               | Ecuador     | 2005        | 13       | 2     |
| Deportivo Pereira    | Colombia    | 2005        | 1        | 0     |
| Deportes Quindío     | Colombia    | 2006        | 7        | 0     |
| Maccabi Ahi Nazareth | Israel      | 2007        | 27       | 5     |
| Ashdod               | Israel      | 2008        | 3        | 0     |
| Hakoah Ramat Gan     | Israel      | 2008        | 10       | 0     |
| Once Caldas          | Colombia    | 2009        | 0        | 0     |
| Jiangsu Suning       | China       | 2009        | 24       | 4     |
| Cortuluá             | Colombia    | 2010        | 7        | 1     |
| Carabobo             | Venezuela   | 2010 - 2011 | 23       | 3     |
| Maccabi Ahi Nazareth | Israel      | 2011 - 2012 | 6        | 2     |
| Wuhan Zall           | China       | 2012        | 7        | 0     |
| Atlético Bucaramanga | Colombia    | 2013        | 12       | 2     |
| Parrillas One        | Honduras    | 2014        | 8        | 0     |
| UES                  | El Salvador | 2015        | 5        | 1     |

## Palmarés

### Copas internacionales
| Título          | Club        | País     | Año  |
| --------------- | ----------- | -------- | ---- |
| Copa Merconorte | Millonarios | Colombia | 2001 |